# Ragnar Alyre
Tage Ragnar Alyre, född 6 juli 1894, död 1975, var en svensk målare.

## Biografi
Alyre utbildade sig i Tyskland och Frankrike, framträdde med ett mörkstämt, romantiskt måleri i marinmålningar och porträtt men övergick på 1940-talet till att måla norrländska landskap i en mer realistisk stil. Alyre finns representerad vid bland annat Nationalmuseum i Stockholm, Norrköpings Konstmuseum, Kalmar konstmuseum och Moderna museet.